# جل استحمام

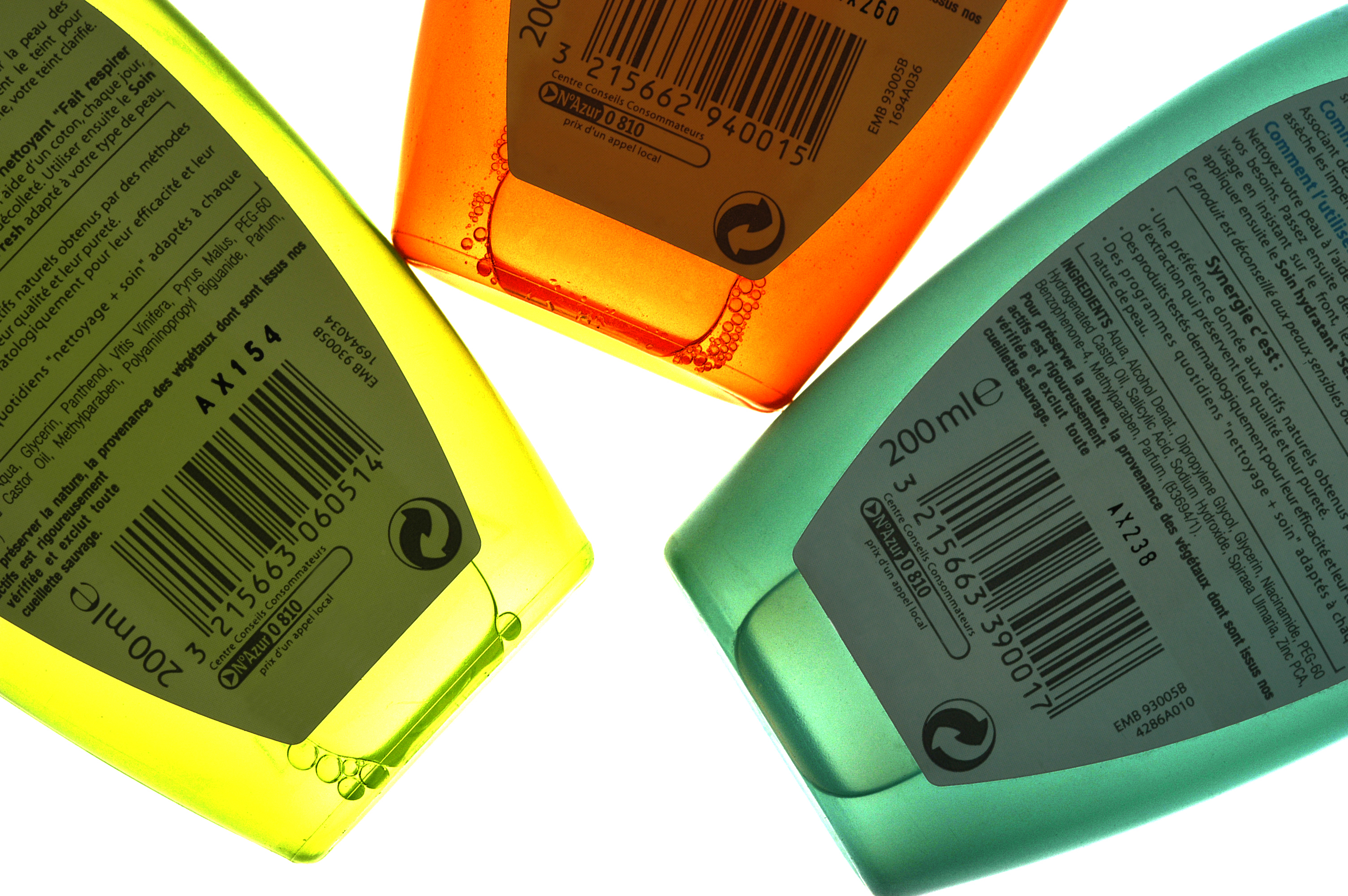

جل استحمام (بالإنجليزية: Shower gel)‏ المعروف أيضا باسم غسول الجسم، هو مصطلح عام لمنتجات سائلة تستخدم لتنظيف الجسم، وعادة ما يتم تسويقه على أنه منظف للجسم. معظم شركات جل الاستحمام التجارية لاتستخدم الصابون، بالمعنى التقني، على الرغم انه يشار إليها باسم «الصابون» بالعامية. جل الاستحمام هو مستحلب مكون من الماء ومنظفات (مشتقة من البترول)، وعادة ما يتم إضافة مواد عطرية معه. من مميزات جيل الإستحمام أنه أقل تهيجا للجلد من الصابون.